# Lista de memoriais para Juscelino Kubitschek
Esta é uma lista de memoriais, logradouros, cidades, instituições, etc para Juscelino Kubitschek, político brasileiro, Governador de Minas Gerais e 21º Presidente do Brasil, JK é uma das pessoas que mais recebem homenagens na história do país até o dia de hoje.

## Cidades
Municípios homônimos.
| Nome                  | Estado       |
| --------------------- | ------------ |
| Presidente Juscelino  | Maranhão     |
| Presidente Juscelino  | Minas Gerais |
| Presidente Kubitschek | Minas Gerais |

## Transportes

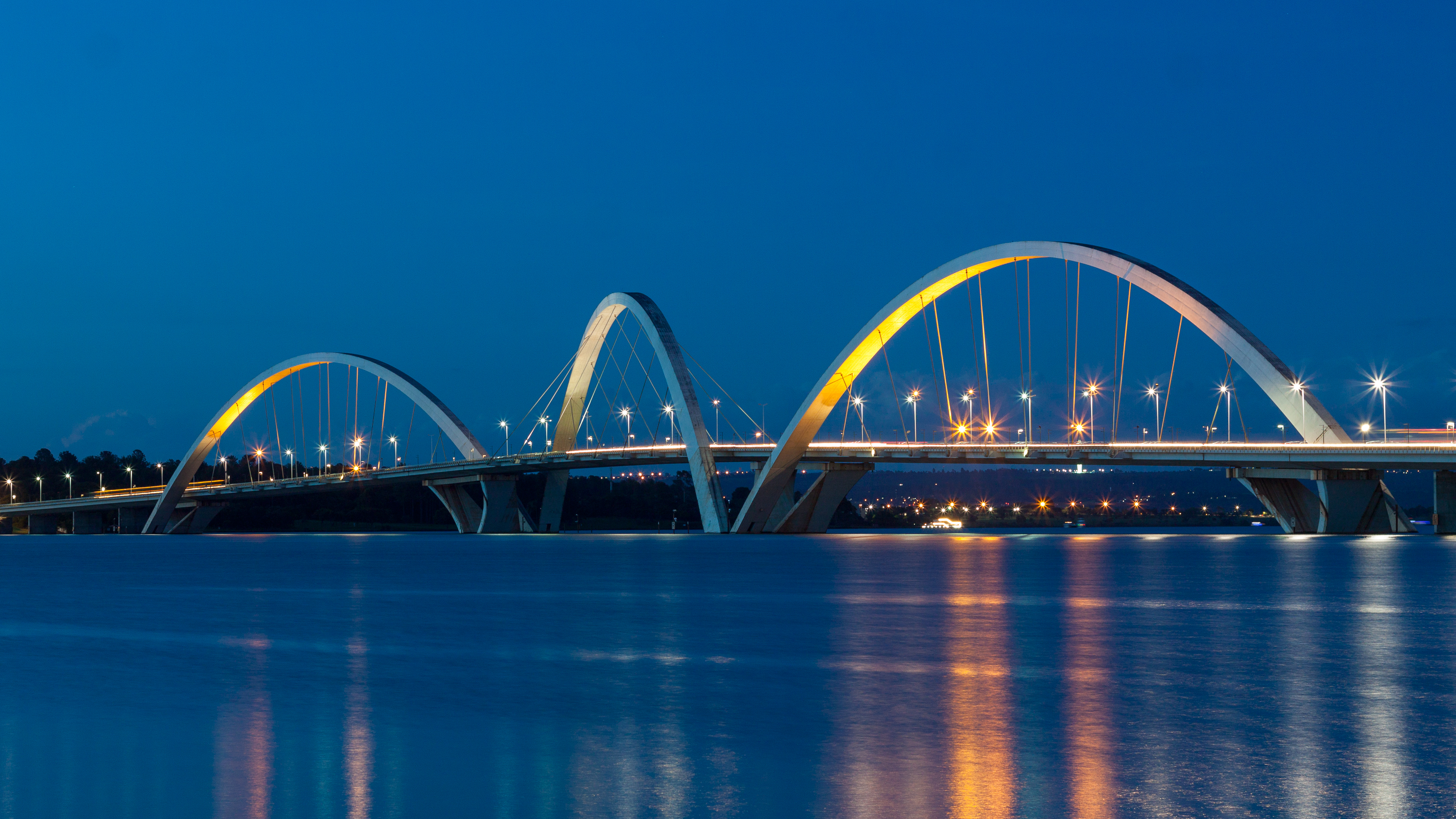
Ponte JK, em Brasília.

| Nome                                   | Cidade        | Criação | Ref    |
| -------------------------------------- | ------------- | ------- | ------ |
| Ponte Juscelino Kubitschek             | Brasília      | 2002    | [ 8 ]  |
| Aeroporto Internacional de Brasília    | Brasília      | 1957    | [ 9 ]  |
| Estrada Parque Juscelino Kubitschek    | Brasília      | ?       | [ 10 ] |
| Ponte Juscelino Kubitschek de Oliveira | Aguiarnópolis | 1959    | [ 11 ] |
| Estação Presidente Juscelino           | Mesquita      | 1978    | [ 12 ] |
| Estação Juscelino Kubitschek           | Fortaleza     | 2017    | [ 13 ] |
| Aeroporto Juscelino Kubitschek         | Diamantina    | ?       | [ 14 ] |

## Instituições
- Memorial JK

- ETE Juscelino Kubitschek
- Memorial JK, Jataí-GO
- Casa Kubitschek[15]

## Logradouros

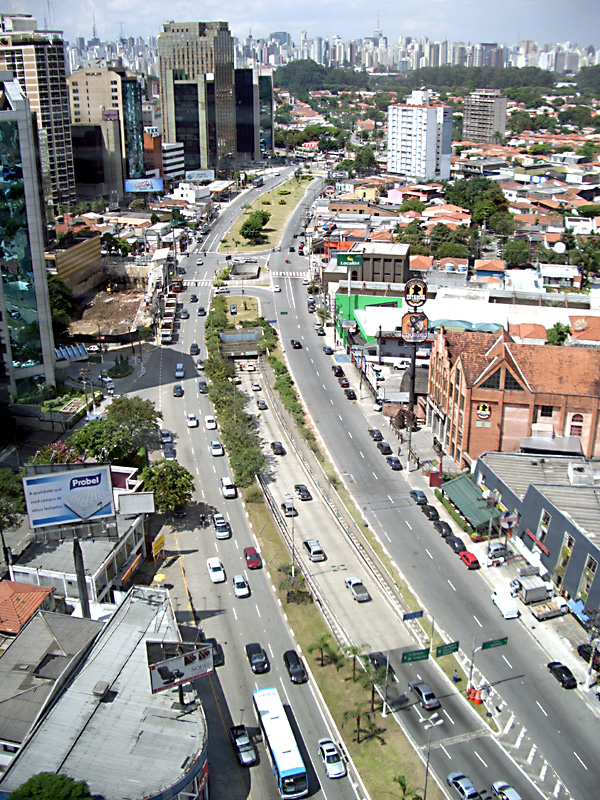
A Avenida Juscelino Kubitschek na cidade de São Paulo.

Avenidas, ruas, travessas, etc.
| Estado              | Quantidade |        |
| ------------------- | ---------- | ------ |
| Acre                | 2          | [ 16 ] |
| Alagoas             | 1          | [ 16 ] |
| Amapá               | 7          | [ 16 ] |
| Amazonas            | 2          | [ 16 ] |
| Bahia               | 44         | [ 16 ] |
| Ceará               | 18         | [ 16 ] |
| Distrito Federal    | 53         | [ 16 ] |
| Espírito Santo      | 11         | [ 16 ] |
| Goiás               | 72         | [ 16 ] |
| Maranhão            | 11         | [ 16 ] |
| Mato Grosso         | 30         | [ 16 ] |
| Mato Grosso do Sul  | 5          | [ 16 ] |
| Minas Gerais        | 120        | [ 16 ] |
| Pará                | 20         | [ 16 ] |
| Paraíba             | 14         | [ 16 ] |
| Paraná              | 64         | [ 16 ] |
| Pernambuco          | 8          | [ 16 ] |
| Piauí               | 6          | [ 16 ] |
| Rio de Janeiro      | 34         | [ 16 ] |
| Rio Grande do Norte | 3          | [ 16 ] |
| Rio Grande do Sul   | 25         | [ 16 ] |
| Rondônia            | 99         | [ 16 ] |
| Roraima             | 4          | [ 16 ] |
| Santa Catarina      | 15         | [ 16 ] |
| São Paulo           | 112        | [ 16 ] |
| Sergipe             | 1          | [ 16 ] |
| Tocantins           | 21         | [ 16 ] |

## Bairros
- Juscelino Kubitschek - Santa Maria
- Juscelino - Mesquita
- Juscelino Kubitschek - Porto Velho
- Jardim Juscelino Kubitschek - Indaiatuba

## Escolas
Até 2021, eram 120 escolas batizadas em homenagem ao ex-presidente, segundo o INEPDATA.
| Estado              | Quantidade |
| ------------------- | ---------- |
| Alagoas             | 1          |
| Amazonas            | 1          |
| Bahia               | 6          |
| Ceará               | 4          |
| Distrito Federal    | 5          |
| Espírito Santo      | 2          |
| Goiás               | 8          |
| Maranhão            | 8          |
| Minas Gerais        | 35         |
| Mato Grosso         | 1          |
| Pará                | 8          |
| Paraíba             | 2          |
| Pernambuco          | 4          |
| Paraná              | 5          |
| Rio de Janeiro      | 3          |
| Rio Grande do Norte | 2          |
| Rondônia            | 6          |
| Rio Grande do Sul   | 1          |
| Santa Catarina      | 3          |
| Sergipe             | 2          |
| São Paulo           | 6          |
| Tocantins           | 7          |

Fonte:

## Estátuas
- Belo Horizonte[18]

- Brasília - no Museu da Cidade
- Brasília - em frente do Catetinho
- Búzios - Inaugurada em 2006.[19]

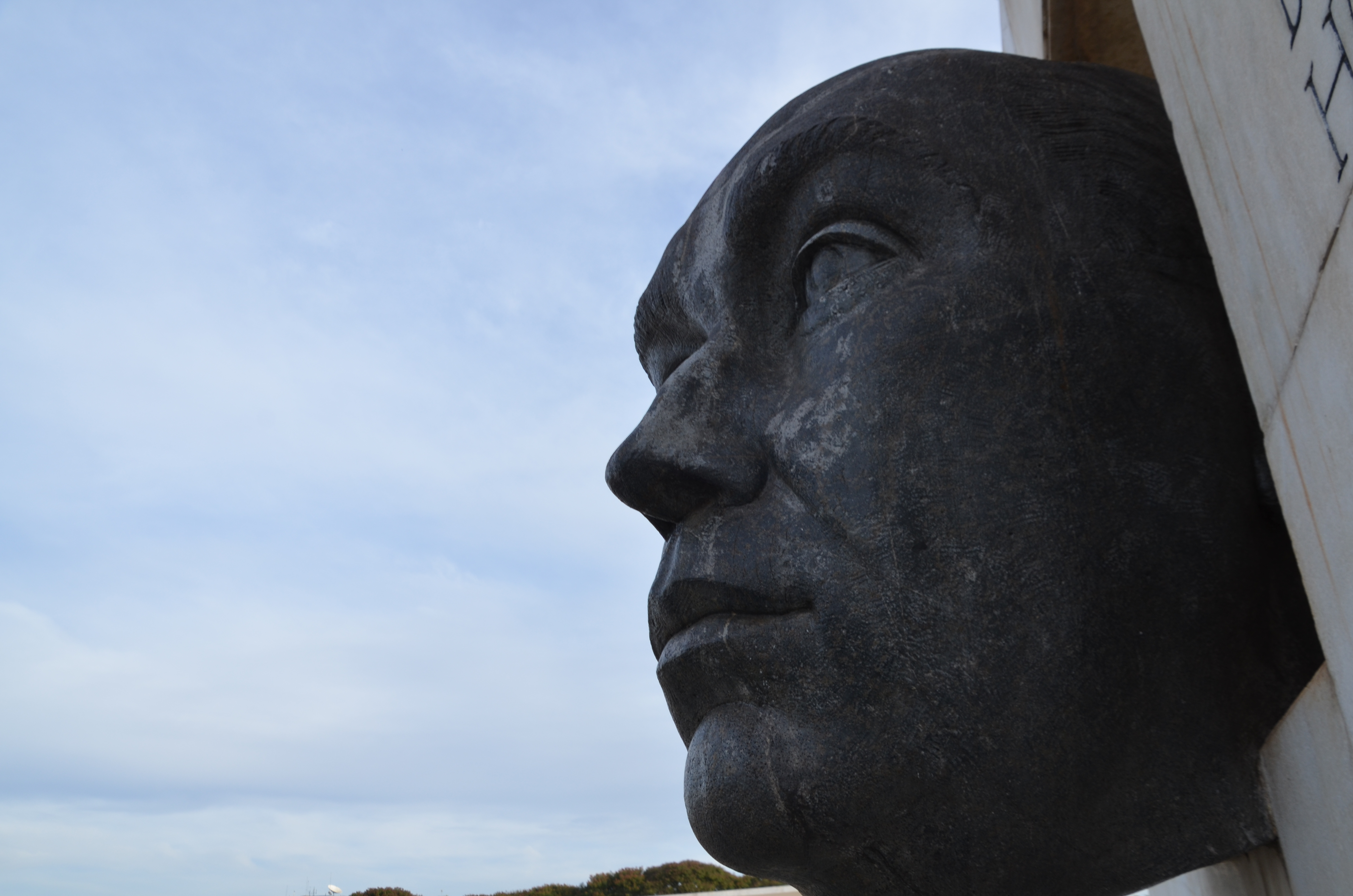
Estátua de JK na Praça dos Três Poderes.
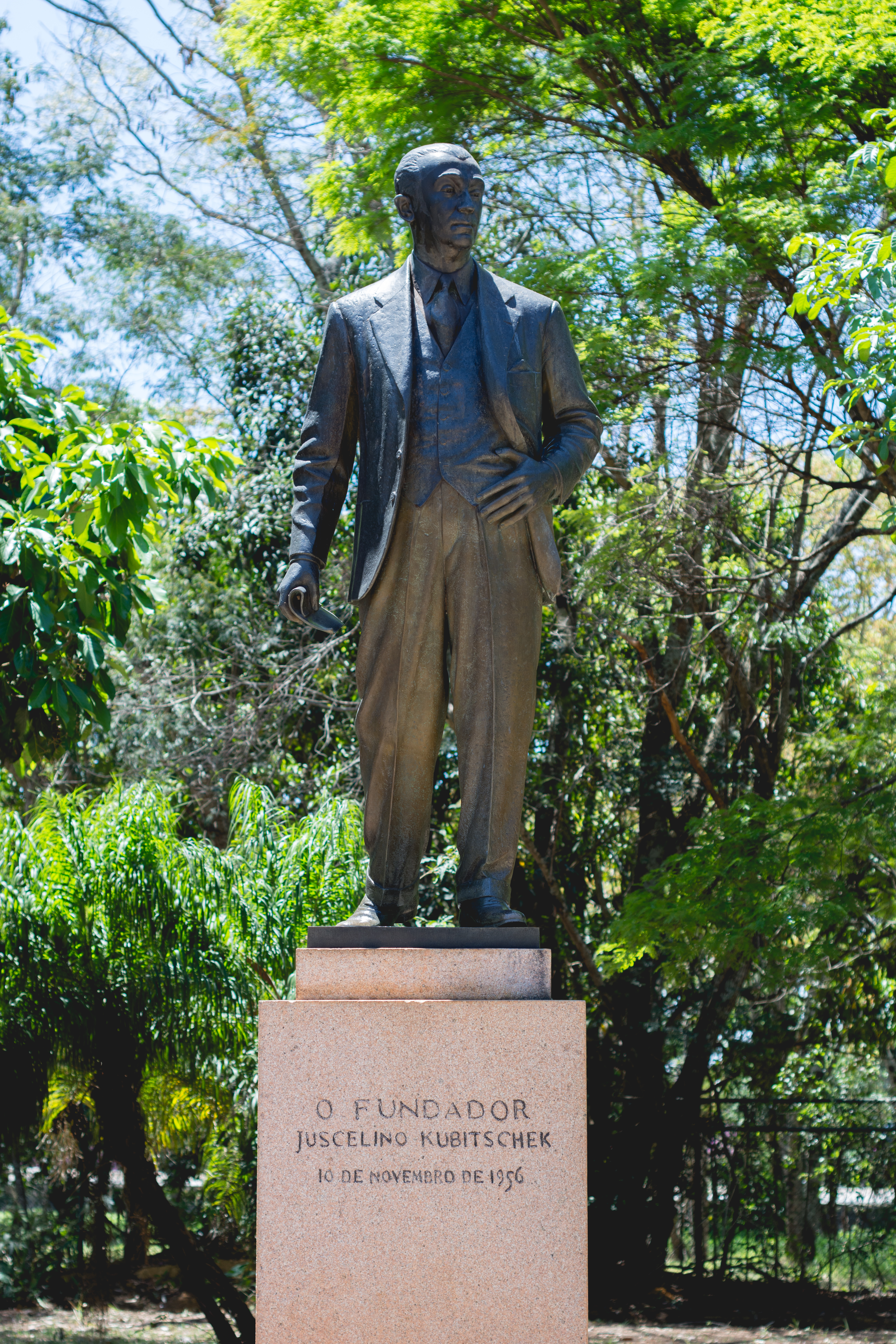
Estátua na frente do Catetinho.
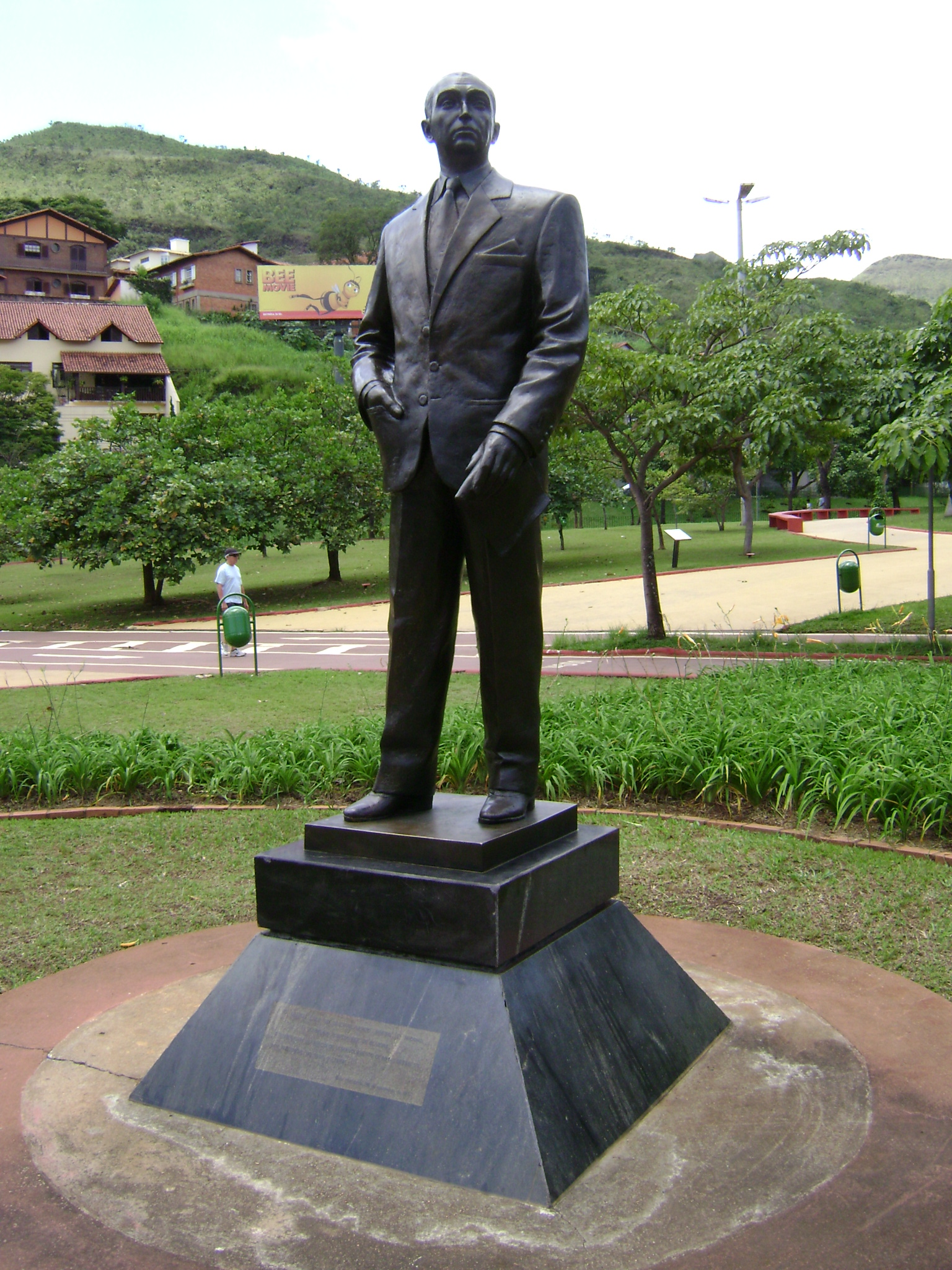
Estátua de Juscelino Kubitschek, na praça de mesmo nome, em Belo Horizonte.

## Lazer e entretenimento
| Nome                                   | Cidade              | Fundação | Ref.                |
| -------------------------------------- | ------------------- | -------- | ------------------- |
| Parque Juscelino Kubitschek            | Belo Horizonte      | 1995     | [ 18 ]              |
| Estádio Municipal Juscelino Kubitschek | Itumbiara           | 1977     | [ 20 ]              |
| Estádio Municipal Juscelino Kubitschek | Andradas            | -        | [ 21 ]              |
| Praça Juscelino Kubitschek             | São Gongalo do Pará | -        | [ 22 ]              |
| Arena Juscelino Kubitschek             | Belo Horizonte      | 1952     | [carece de fontes?] |
| Estádio Juscelino Kubitschek           | Manhuaçu            | 1976     | [ 23 ]              |
| Praça JK                               | Niteroi             | -        | [ 24 ]              |
| Estádio JK Paranoá                     | Brasília            | 2002     | [ 25 ]              |

## Outros
| Nome                                              | Tipo                 | Estado           |                               | Ref.   |
| ------------------------------------------------- | -------------------- | ---------------- | ----------------------------- | ------ |
| Filé à JK                                         | Culinaria            | -                |                               | [ 26 ] |
| Açude Presidente Juscelino Kubitschek de Oliveira | Barragem             | Ceará            |                               | [ 27 ] |
| Usina Presidente Juscelino Kubitschek             | Usina hidroeletrica  | Minas Gerais     |                               | [ 28 ] |
| Conjunto Governador Kubitschek                    | Conjunto residencial | Minas Gerais     |                               | [ 29 ] |
| Estádio Juscelino Kubitschek de Oliveira          | Estádio de futebol   | Minas Gerais     | Demolido                      | [ 30 ] |
| Hospital Juscelino Kubitschek de Oliveira         | Hospital             | Distrito Federal | Transformado em museu em 1990 | [ 31 ] |
| Juscelinomys candango                             | Espécie de roedores  | -                |                               | [ 32 ] |
| JK Iguatemi                                       | Shopping             | São Paulo        |                               |        |